# جایزه بزرگ میامی ۲۰۲۳
جایزه بزرگ میامی ۲۰۲۳ (به طور رسمی با عنوان جایزه بزرگ کریپتو دات کام میامی فرمول ۱  شناخته می شود) یک مسابقه اتومبیلرانی فرمول یک بود که در ۷ می ۲۰۲۳ در اتودروم بین المللی میامی در باغ میامی، فلوریدا برگزار شد. این مسابقه پنجمین دور از مسابقات فرمول یک فصل ۲۰۲۳ بود.